# Dan Abnett

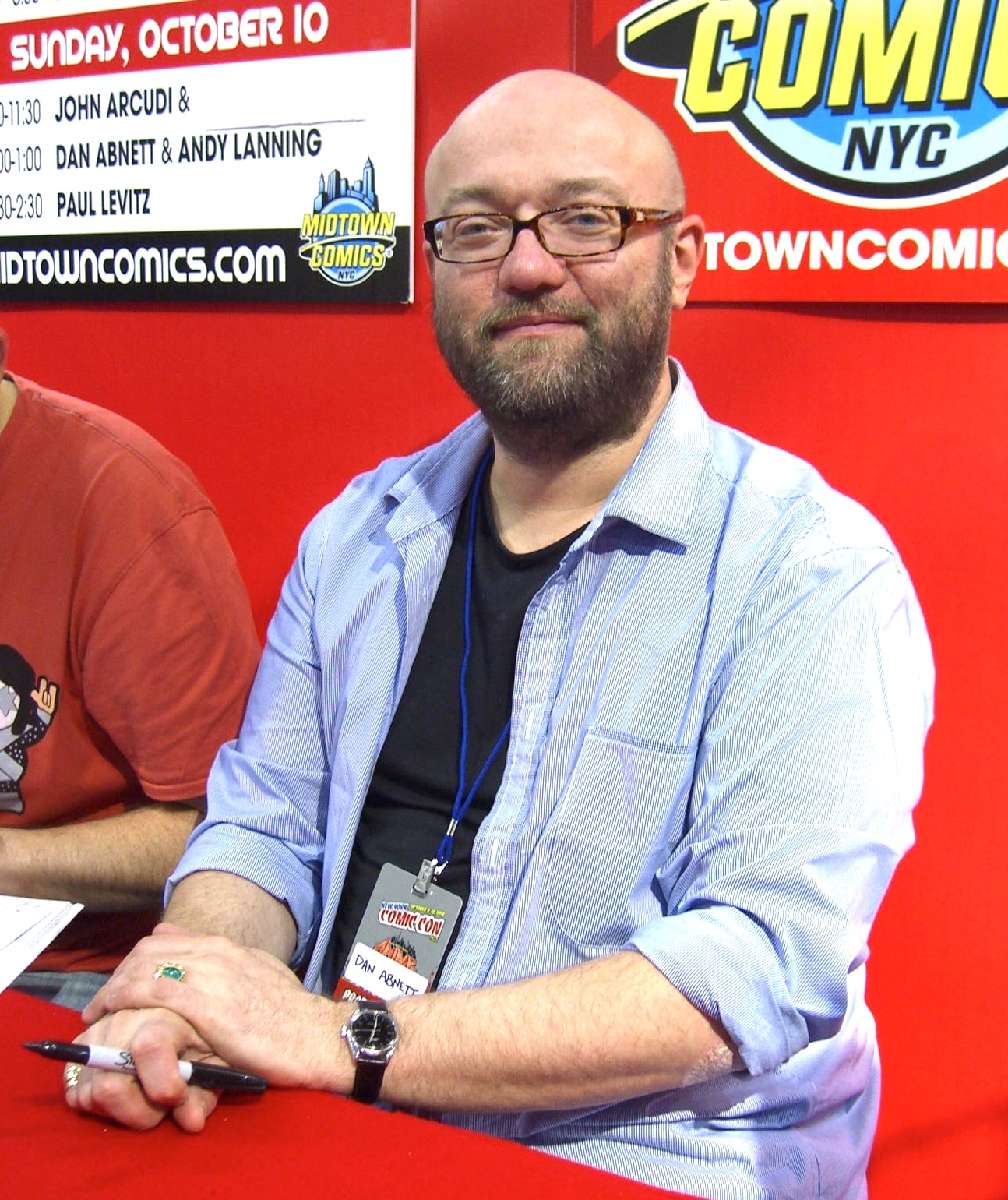
Dan Abnett (2010)

Dan Abnett (* 12. Oktober 1965 in Rochdale) ist ein britischer Autor von Science-Fiction und Comicskripts. Als Schriftsteller ist er bekannt durch seine zahlreichen Tie-in-Romane zu den Tabletop-Spielen Warhammer 40.000 und Warhammer Fantasy und als langjähriger Autor und Comicszenarist bei Marvel und für 2000 AD.

## Leben
Abnett studierte von 1984 bis 1987 Englisch am College St Edmund Hall der Universität Oxford. Nach seinem Studium arbeitete er zunächst bei Marvel UK, wo er Skripts für die Comic-Adaption der Serie The Real Ghostbusters schrieb. Für Marvel arbeitete er seither unter anderem an den Serien Guardians of the Galaxy, Death's Head 2, Battletide, Knights of Pendragon, The Punisher, War Machine und Annihilation: Nova mit, außerdem an diversen X-Men-Serien und für das Doctor-Who-Comicmagazin.

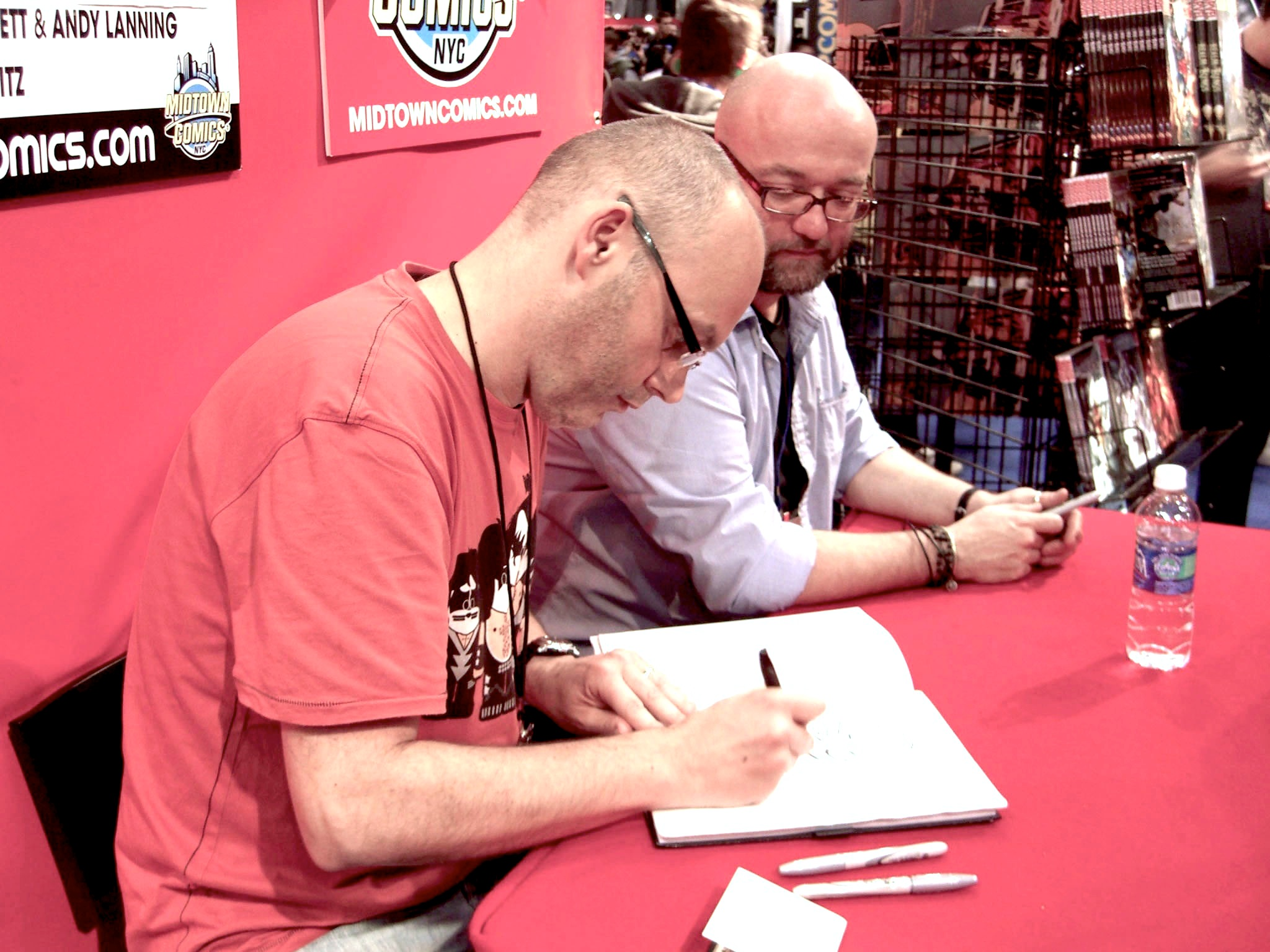
Andy Lanning (vorne) und Abnett auf der New York Comic Convention 2010

Bei seiner Arbeit für DC Comics – vorwiegend zusammen mit Andy Lanning – schuf er 1997 zusammen mit dem Zeichner Jackson Guice und Lanning die Figur des Resurrection Man. Ab 2000 schrieben Abnett und Lanning (auch bekannt als DnA) die Skripts für die Serie Legion Lost, einen Neustart der Legion of Super-Heroes, und für deren Fortsetzungen Legion Worlds und The Legion.
Für die wöchentlich erscheinende Comiczeitschrift 2000 AD konzipierte er zusammen mit David Millgate die Science-Fiction-Serie Sinister Dexter, die zu einer der bekanntesten und langlebigsten Serien der Zeitschrift wurde. Weiterhin schrieb er Skripts für Black Light, Badlands, Atavar, Downlode Tales, Sancho Panzer, Roadkill, Wardog (Adaption des gleichnamigen Spiels), Kingdom and Brink und arbeitete bei Judge Dredd, Durham Red and Rogue Trooper mit.
Neben seiner Arbeit als Comicautor ist Abnett einer der profiliertesten Autoren der Black Library, in der Bücher zu den fiktiven Welten von Warhammer Fantasy und Warhammer 40.000 erscheinen. Für diese schrieb er bislang Dutzende von Romanen und Erzählungen, von denen ein großer Teil auch in deutscher Übersetzung erschienen ist, zunächst in der Warhammer-Reihe des Heyne-Verlags und seither – teilweise in Neuübersetzung – bei Black Library. Eine Reihe von Romanen aus der Warhammer-Fantasy-Welt erschien bei Piper Boulevard.
Außerdem schrieb Abnett 2007 Border Princes als Roman zur britischen Doctor-Who-Fernsehserie Torchwood (deutsch als Wächter der Grenze) und 2008 unter dem Titel Extinction Event die Romanadaption zur britischen Fernsehserie Primeval – Rückkehr der Urzeitmonster.
Zur Computerspiele-Serie Tomb Raider schrieb er zusammen mit seiner Frau Nicola Vincent-Abnett (als Nik Vincent) die beiden Romane Tomb Raider: The Ten Thousand Immortals (2014) und Lara Croft and the Blade of Gwynnever (2016).
Abnett lebt und arbeitet in Rochester, Kent.

## Bibliografie
Die Serien sind nach dem Erscheinungsjahr des ersten Teils geordnet.

### Warhammer
Romane
- Hammers of Ulric (2000, mit James Wallis und Nik Vincent)
- Riders of the Dead (2003)

Sammelausgaben
- Thunder and Steel (3 Romane, 2011)
- Knights of the Empire (3 Romane und 5 Kurzgeschichten, 2019, mit Nik Vincent, James Wallis, Richard Williams und Josh Reynolds)

Kurzgeschichten
- A Company of Wolves (in: Inferno! #7, July 1998)
- A Wolf in Sheep’s Clothing (in: Inferno! #9, November 1998)
- Swords of the Empire (2004, in: Marc Gascoigne und Christian Dunn (Hrsg.): Swords of the Empire)
- Shyi-Zar (2007, in: Christian Dunn und Marc Gascoigne (Hrsg.): Tales of the Old World)

Gilead Lothain
- 1 Gilead’s Blood (2001, mit Nik Vincent)
- 2 Gilead’s Curse (2011, in: Hammer and Bolter, #13, mit Nik Vincent)
- Gilead’s Wake (in: Inferno! #3, November 1997)
- Gilead’s Fate (in: Inferno! #8, September 1998)
- Gilead’s Test (in: Inferno! #13, July 1999)

The Chronicles of Malus Darkblade
- 1 The Daemon’s Curse (2005, mit Mike Lee)
  - Deutsch: Der Fluch des Dämons. Übersetzt von Christian Jentzsch. Piper Boulevard #9147, 2006, ISBN 3-492-29147-3.
- 2 Bloodstorm (2005, mit Mike Lee)
  - Deutsch: Der düstere Elf. Übersetzt von Christian Jentzsch. Piper Boulevard #9148, 2006, ISBN 978-3-492-29148-4.
- 3 Reaper of Souls (2006, mit Mike Lee)
  - Deutsch: Räuber der Seelen. Übersetzt von Christian Jentzsch. Piper Boulevard #9156, 2007, ISBN 978-3-492-29156-9.
- 4 Warpsword (2007, mit Mike Lee)
  - Deutsch: Schwertsturm. Übersetzt von Christian Jentzsch. Piper Boulevard #9172, 2008, ISBN 978-3-492-29172-9.
- 5 Lord of Ruin (2007, mit Mike Lee)
  - Deutsch: Herr des Untergangs. Übersetzt von Christian Jentzsch. Piper Boulevard #9180, 2009, ISBN 978-3-492-29180-4.
- The Blood Price (2008, in: Mike Lee und Dan Abnett: The Chronicles of Malus Darkblade: Volume 1)
- The Chronicles of Malus Darkblade: Volume 1 (Sammelausgabe von 1,2,3; 2008, mit Mike Lee)
- The Chronicles of Malus Darkblade: Volume 2 (2009, mit Mike Lee)

Fell Cargo
- Fell Cargo (2006)
- A Ship Called Rumour (in: Inferno! #35, March-April 2003)
- The Doom of the Sacramento (in: Inferno! #37, July-August 2003)
- Dry Land and Clean Drinking (in: Inferno! #38, September-October 2003)
- Threading the Teeth (in: Inferno! #39, November-December 2003)

### Warhammer 40.000
Romane
- Brothers of the Snake (2007)
  - Deutsch: Schlangenschwur. Übersetzt von Christian Jentzsch. Heyne TB #52644, 2009, ISBN 978-3-453-52644-0.
- Titanicus (2008)
- Sabbat Worlds (2010)
- Pariah: Ravenor vs Eisenhorn (Reihe Bequin, 2012)
  - Deutsch: Pariah : Ravenor versus Eisenhorn. Übersetzt von Tobias Roesner. Black Library Warhammer & 40000 #10, 2013, ISBN 978-1-78193-010-6.
- I Am Slaughter (Reihe The Beast Arises 1, 2015)
  - Deutsch: Mein Name ist Massaker. Übersetzt von Tobias Rösner. Black Library Warhammer & 40000 #150, 2016, ISBN 978-1-78193-150-9. Auch in: Mein Name ist Massaker / Jäger und Beute. Übersetzt von Tobias Rösner und Sebastian Gehart. Black Library Warhammer & 40000 #321, 2018, ISBN 978-1-78193-321-3.
- Midnight Rotation (Reihe Call of Chaos, 2015)

Sammlung
- Lord of the Dark Millennium (2020, Sammlung von Kurzgeschichten)

Kurzgeschichten
- Last Man Standing (Reihe Imperial Fists, in: Inferno! #7, July 1998)
- Black Gold (in: Inferno! #15, November 1999)
- White Heat (in: Inferno! #18, May-June 2000)
- Red Rain (in: Inferno! #21, November-December 2000)
- Pestilence (in: Inferno! #22, January-February 2001)
  - Deutsch: Pestilenz. In: Magos. Black Library, 2018, ISBN 978-1-78193-292-6.
- Crimson Storm (Reihe Ultramarines / Iron Snakes, in: Inferno! #29, March-April 2002)
- Blue Blood (Reihe Ultramarines / Iron Snakes, in: Inferno! #33, November-December 2002)
- Ork Hunter (2002, Kurzroman, Reihe Astra Militarum, in: Christian Dunn und Marc Gascoigne (Hrsg.): Words of Blood)
- The Curiosity (in: Inferno! #34, January-February 2003)
  - Deutsch: Die Kuriosität. In: Magos. Black Library, 2018, ISBN 978-1-78193-292-6.
- Gardens of Tycho (in: Inferno! #46, January-February 2005)
  - Deutsch: Die Gärten von Tycho. In: Christian Dunn (Hrsg.): Fürchte den Xenos. Übersetzt von Sebastian Gehart. Black Library Warhammer & 40000 #54, 2014, ISBN 978-1-78193-054-0.
- The Fall of Malvolion (2006, Kurzroman, Reihe Astra Militarum, in: Marc Gascoigne und Christian Dunn (Hrsg.): Let the Galaxy Burn)
- The Invitation (2006, in: Christian Dunn und Marc Gascoigne (Hrsg.): Tales from the Dark Millennium)
  - Deutsch: Titanensturm. Übersetzt von Christian Jentzsch. Heyne TB #52696, 2010, ISBN 978-3-453-52696-9.
- Kill Hill (2012, in: Graeme Lyon (Hrsg.): 15th Birthday Collection)
- Master Imus’s Transgression (2013, in: Christian Dunn, Nick Kyme und Lindsey Priestley (Hrsg.): There Is Only War)
  - Deutsch: Die Verfehlung des Meister Imus. In: Magos. Black Library, 2018, ISBN 978-1-78193-292-6.
- Perihelion (2018, in: Dan Abnett: The Magos)
  - Deutsch: Perihelium. In: Magos. Black Library, 2018, ISBN 978-1-78193-292-6.
- The Gardens of Tycho (2018, in: The Magos)
  - Deutsch: Die Gärten von Tycho. In: Magos. Black Library, 2018, ISBN 978-1-78193-292-6.
- Misbegotten (Reihe The Horus Heresy Primarchs, 2019, in: Sons of the Emperor, auch in: Lord of the Dark Millennium)
- Eternal (Reihe Blood Angels, 2020, in: Lord of the Dark Millennium)

Eisenhorn
- 1 Xenos (2001)
  - Deutsch: Eisenhorn: Xenos. Übersetzt von Christian Jentzsch. Heyne TB #52366, 2008, ISBN 978-3-453-52366-1. Auch in: Eisenhorn. Heyne TB #52987, 2008, ISBN 978-3-453-52987-8.
- 2 Malleus (2001)
  - Deutsch: Eisenhorn: Malleus. Übersetzt von Christian Jentzsch. Heyne TB #52423, 2008, ISBN 978-3-453-52423-1. Auch in: Eisenhorn. Heyne TB #52987, 2008, ISBN 978-3-453-52987-8.
- 3 Hereticus (2002)
  - Deutsch: Eisenhorn: Hereticus. Übersetzt von Christian Jentzsch. Heyne TB #52511, 2008, ISBN 978-3-453-52511-5. Auch in: Dan Abnett: Eisenhorn. Heyne TB #52987, 2008, ISBN 978-3-453-52987-8.
- 4 The Magos (2018, in: The Magos)
  - Deutsch: Magos. Übersetzt von Stefan Behrenbruch. In: Eisenhorn: Magos. Black Library Warhammer & 40000 #292, 2018, ISBN 978-1-78193-292-6.
- Missing in Action (in: Inferno! #27, November-December 2001)
  - Deutsch: Im Einsatz verschollen. In: Eisenhorn. Heyne, 2012, ISBN 978-3-453-52987-8. Auch als: Kriegsopfer. In: Magos. Black Library, 2018, ISBN 978-1-78193-292-6.
- Backcloth for a Crown Additional (in: Inferno! #31, July-August 2002)
  - Deutsch: Hintergrund für eine zusätzliche Krone. In: Eisenhorn. Heyne, 2012, ISBN 978-3-453-52987-8. Auch als: Für eine Krone mehr. In: Magos. Black Library, 2018, ISBN 978-1-78193-292-6.
- Eisenhorn (Sammelausgabe von 1,2,3 und 2 Kurzgeschichten; 2004)
- The Strange Demise of Titus Endor (2010, in: Hammer and Bolter, #1)
  - Deutsch: Der seltsame Tod des Titus Endor. In: Magos. Black Library, 2018, ISBN 978-1-78193-292-6.
- Eisenhorn. Übersetzt von Christian Jentzsch. Heyne TB #52987, 2012, ISBN 978-3-453-52987-8 (Originalzusammenstellung von 1,2,3 und 2 Kurzgeschichten; 2012).
- Regia Occulta (2016, in: Regia Occulta)
  - Deutsch: Regia Occulta. In: Magos. Black Library, 2018, ISBN 978-1-78193-292-6.
- The Keeler Image (2016, in: The Keeler Image)
  - Deutsch: Keelers Bild. In: Magos. Black Library, 2018, ISBN 978-1-78193-292-6.
- The Magos (Sammelausgabe von Roman und 12 Kurzgeschichten; 2018)
- Magos (2018)
  - Deutsch: Eisenhorn: Magos. Übersetzt von Stefan Behrenbruch. Black Library Warhammer & 40000 #292, 2018, ISBN 978-1-78193-292-6.
- Born to Us (2020, in: Lord of the Dark Millennium)

Ravenor
- 1 Ravenor (2004)
  - Deutsch: Ravenor. In: Ravenor. Heyne TB #52639, 2010, ISBN 978-3-453-52639-6.
- 2 Ravenor Returned (2005)
  - Deutsch: Ravenor: Der Jäger. In: Ravenor. Heyne TB #52639, 2010, ISBN 978-3-453-52639-6.
- 3 Ravenor Rogue (2007)
  - Deutsch: Ravenor: Der Abtrünnige. In: Ravenor. Heyne TB #52639, 2010, ISBN 978-3-453-52639-6.
- Thorn Wishes Talon (2004, in: Christian Dunn und Marc Gascoigne (Hrsg.): What Price Victory)
  - Deutsch: Dorn ruft Klaue. In: Magos. Black Library, 2018, ISBN 978-1-78193-292-6.
- Playing Patience (2006, in: Let the Galaxy Burn)
  - Deutsch: Patience. In: Magos. Black Library, 2018, ISBN 978-1-78193-292-6.
- Ravenor: The Omnibus (Sammelausgabe von 1,2,3; 2009)
  - Deutsch: Ravenor. Übersetzt von Christian Jentzsch. Heyne TB #52639, 2010, ISBN 978-3-453-52639-6. Darin enthalten: Dorn wünscht Klaue und Geduldsspiel.

Sabbat Worlds Crusade
- Double Eagle (2004)
  - Deutsch: Der doppelte Adler. Übersetzt von Christian Jentzsch. Heyne TB #52286, 2007, ISBN 978-3-453-52286-2.
- The Sabbat Worlds Crusade (2005)

Gaunt’s Ghosts
- Ghostmaker (in: Inferno! #4, January 1998)
  - Deutsch: Mächte des Chaos. In: Gaunts Geister. Übersetzt von Christian Jentzsch. Heyne TB #52945, 2005, ISBN 978-3-453-52945-8.
- A Blooding (in: Inferno! #6, May 1998)
- The Hollows of Hell (in: Inferno! #8, September 1998)
- In Remembrance (in: Inferno! #30, May-June 2002)
  - Deutsch: Zum Gedenken. In: Dan Abnett: Gaunts Geister. Übersetzt von Christian Jentzsch. Heyne, 2012, ISBN 978-3-453-52945-8.
- Vermilion Level (in: Inferno! #30, May-June 2002)
- Of Their Lives in the Ruins of Their Cities (2010, in: Dan Abnett: Sabbat Worlds)
- A Ghost Return (2015, in: Dan Abnett: Sabbat Crusade)
- Family (2015, in: Sabbat Crusade)
- Ghosts and Bad Shadows (2015, in: Sabbat Crusade)
- You Never Know (2015, in: Sabbat Crusade)

1 The Founding:
- 1 First & Only (1999; auch: First and Only, 2002)
  - Deutsch: Geisterkrieger. Übersetzt von Christian Jentzsch. Heyne TB #52094, 2005, ISBN 3-453-52094-7. Auch in: Gaunts Geister. Heyne TB #52945, 2005, ISBN 978-3-453-52945-8.
- 2 Ghostmaker (2000)
  - Deutsch: Mächte des Chaos. Übersetzt von Christian Jentzsch. Heyne TB #52104, 2005, ISBN 3-453-52104-8.
- 3 Necropolis (2000)
  - Deutsch: Nekropolis. Übersetzt von Christian Jentzsch. Heyne TB #52145, 2005, ISBN 3-453-52145-5. Auch in: Gaunts Geister. Heyne TB #52945, 2005, ISBN 978-3-453-52945-8.
- Imperial Way of Death (2000, Auszug aus Necropolis)
- The Founding (Sammelausgabe von 1,2 und 3, 2003; auch als: The Founding – A Gaunt’s Ghost Omnibus, 2007)
  - Deutsch: Gaunts Geister. Übersetzt von Christian Jentzsch. Heyne TB #52945, 2012, ISBN 978-3-453-52945-8.

2 The Saint:
- 1 Honour Guard (2001)
  - Deutsch: Ehrengarde. Übersetzt von Christian Jentzsch. Heyne TB #52148, 2005, ISBN 3-453-52148-X.
- 2 The Guns of Tanith (2002)
  - Deutsch: Die Feuer von Tanith. Übersetzt von Christian Jentzsch. Heyne TB #52151, 2006, ISBN 3-453-52151-X.
- 3 Straight Silver (2002)
  - Deutsch: Tödliche Mission. Übersetzt von Christian Jentzsch. Heyne TB #52185, 2006, ISBN 3-453-52185-4.
- 4 Sabbat Martyr (2003)
  - Deutsch: Das Attentat. Übersetzt von Christian Jentzsch. Heyne TB #52193, 2006, ISBN 978-3-453-52193-3.
- The Saint (Sammelausgabe von 1,2,3,4; 2004)

3 The Lost:
- 1 Traitor General (2004)
  - Deutsch: Der Verräter. Übersetzt von Christian Jentzsch. Heyne TB #52198, 2006, ISBN 978-3-453-52198-8.
- 2 His Last Command (2005)
  - Deutsch: Das letzte Kommando. Übersetzt von Christian Jentzsch. Heyne TB #52224, 2007, ISBN 978-3-453-52224-4.
- 3 The Armour of Contempt (2006)
  - Deutsch: Kreuzzug der Verdammten. Übersetzt von Christian Jentzsch. Heyne TB #52424, 2008, ISBN 978-3-453-52424-8.
- Only in Death (2007)
  - Deutsch: Die Jago-Mission. Übersetzt von Christian Jentzsch. Heyne TB #52513, 2009, ISBN 978-3-453-52513-9.
- The Lost (2010)
- The Iron Star (2010, in: Sabbat Worlds)

4 The Victory:
- 1 Blood Pact (2009)
  - Deutsch: Blutiger Pakt. Übersetzt von Christian Jentzsch. Heyne TB #53387, 2011, ISBN 978-3-453-53387-5. Auch als: Der Blutpakt. Black Library Warhammer & 40000 #265, 2018, ISBN 978-1-78193-265-0.
- 2 Salvation’s Reach (2011)
  - Deutsch: Letzte Zuflucht. Übersetzt von Christian Jentzsch. Heyne TB #52944, 2012, ISBN 978-3-453-52944-1. Auch als: Die Festung. Übersetzt von Christine Aharon. Black Library Warhammer & 40000 #270, 2018, ISBN 978-1-78193-270-4.
- 3 The Warmaster (2015)
  - Deutsch: Der Kriegsherr. Übersetzt von Christine Aharon. Black Library Warhammer & 40000 #278, 2018, ISBN 978-1-78193-278-0.
- 4 Sabbat Crusade (2015)
- 5 Anarch (2019; auch: The Anarch)
  - Deutsch: Der Anarch. Black Library Warhammer & 40000 #313, 2019, ISBN 978-1-78193-313-8.
- Gaunt’s Ghosts: The Victory, Part One (2018)

The Horus Heresy
- 1 Horus Rising (2006)
  - Deutsch: Aufstieg des Horus. Übersetzt von Christian Jentzsch. Heyne TB #52535, 2010, ISBN 978-3-453-52535-1. Auch als: Der Aufstieg des Horus. In: Der Aufstieg des Horus. Neuübersetzung von Stefan Behrenbruch. Black Library Warhammer & 40000 #88, 2014, ISBN 978-1-78193-088-5. Auch in: Graham McNeill, Dan Abnett, Ben Counter und Aaron Dembski-Bowden: Das Ende des Kreuzzugs. Black Library Warhammer & 40000 #155, 2016, ISBN 978-1-78193-155-4. Auch in: Dan Abnett und Graham McNeill: The Horus Heresy Sammelband I. Übersetzt von Stefan Behrenbruch. Black Library, 2019, ISBN 978-1-78193-427-2.
- 7 Legion: Secrets and Lies (2008)
  - Deutsch: Legion. Übersetzt von Ralph Sander. Heyne TB #52783, 2010, ISBN 978-3-453-52783-6. Auch als: Alpha Legion: Geheimnisse und Lügen. Übersetzt von Stefan Behrenbruch. Black Library Warhammer & 40000 #221, 2017, ISBN 978-1-78193-221-6.
- 15 Prospero Burns (2011)
  - Deutsch: Prospero brennt. Übersetzt von Stefan Behrenbruch. Black Library Warhammer & 40000 #1, 2013, ISBN 978-1-78193-001-4. Auch als: Prospero brennt: Die Wölfe sind entfesselt. Neuausgabe. Übersetzt von Stefan Behrenbruch. Black Library Warhammer & 40000 #46, 2014, ISBN 978-1-78193-046-5.
- 19 Know No Fear (2012)
  - Deutsch: Kenne keine Furcht. Übersetzt von Stefan Behrenbruch. Black Library Warhammer & 40000 #21, 2013, ISBN 978-1-78193-021-2.
- 27 The Unremembered Empire (2013)
  - Deutsch: Imperium Secundus. Übersetzt von Tobias Rösner. Black Library, 2015, ISBN 978-1-78193-110-3. Auch als: Ein Licht im Dunkel. Übersetzt von Tobias Rösner. Black Library Warhammer & 40000 #110, 2015, ISBN 978-1-78193-110-3.
- Blood Games (2009, in: Nick Kyme und Lindsey Priestley (Hrsg.): Tales of Heresy)
  - Deutsch: Blutspiele. In: Nick Kyme und Lindsey Priestley (Hrsg.): Blut der Abtrünnigen. Übersetzt von Ralph Sander. Heyne TB #52906, 2012, ISBN 978-3-453-52906-9.
- The Lightning Tower (2010, in: Dan Abnett und Graham McNeill: The Dark King and The Lightning Tower)
  - Deutsch: Der vom Blitz getroffene Turm. In: Christian Dunn (Hrsg.): Im Schatten des Verrats. Übersetzt von Jan Knackstedt. Black Library Warhammer & 40000 #39, 2014, ISBN 978-1-78193-039-7.
- Little Horus (2011, in: Christian Dunn (Hrsg.): Age of Darkness)
  - Deutsch: Klein-Horus. Übersetzt von Stefan Teucher. In: Christian Dunn (Hrsg.): Zeitalter der Dunkelheit. Black Library Warhammer & 40000 #4, 2013, ISBN 978-1-78193-004-5.
- The Horus Heresy Limited Edition Audio Boxset (Sammelausgabe von 1,2 und 3 und einer Erzählung; 2011, mit Graham McNeill und Ben Counter)
- Unmarked (2013, in: Laurie Goulding (Hrsg.): Mark of Calth)
  - Deutsch: Ohne Kennung. In: Laurie Goulding (Hrsg.): Kennung: Calth. Übersetzt von Sebastian Gehart. Black Library Warhammer & 40000 #85, 2014, ISBN 978-1-78193-085-4.
- Crusade’s End (Sammelausgabe von 1,2,3 und einer Kurzgeschichte; 2016, mit Graham McNeill und Ben Counter)
- Meduson (2016, in: Meduson: The Ultimate Edition)
  - Deutsch: Meduson. In: Laurie Goulding (Hrsg.): Die zerschlagenen Legionen. Übersetzt von Simon Sterz. Black Library, 2019, ISBN 978-1-78193-424-1.
- The Horus Heresy: Volume One (Sammelausgabe von 1–5; 2016, mit Graham McNeill, James Swallow und Ben Counter)
- Perpetual (2018, in: Laurie Goulding (Hrsg.): The Burden of Loyalty)
- Macragge’s Honour (2019, mit Neil Roberts)
- mit Graham McNeill: The Horus Heresy Sammelband I Übersetzt von Stefan Behrenbruch. Black Library, 2019, ISBN 978-1-78193-427-2.
- Saturnine (2022). Übersetzt von Stefan Behrenbruch. Black Library, 2022, ISBN 978-1781935101.

### Weitere Romanserien
Doctor Who
Torchwood:
- Border Princes (2007)
  - Deutsch: Wächter der Grenze. Cross Cult, 2011, ISBN 978-3-941248-59-5.

Torchwood Audio:
- Everyone Says Hello (2008)

Doctor Who New Series:
- 28 The Story of Martha (2009, Anthologi)

Doctor Who New Series Special:
- 2 The Silent Stars Go By (2011)
  - Deutsch: Und stumme Sterne ziehn vorüber. Übersetzt von Axel Franken. Bastei-Lübbe SF & F #20929, 2018, ISBN 978-3-404-20929-3.

Kurzgeschichten:
- Six Impossible Things Before Breakfast (2005, in: Ian Farrington (Hrsg.): Doctor Who Short Trips: A Day in the Life)
- For the Man Who Has Everything (2007, in: Cavan Scott und Mark Wright (Hrsg.): Short Trips: The Ghosts of Christmas)
- Tweaker (2008, in: Richard Salter (Hrsg.): Short Trips: Transmissions)

Doctor Who Original Audiobooks (BBC):
- 2 The Forever Trap (2008)
- 6 The Last Voyage (2010)

Primeval
- Primeval: Extinction Event (2009)

Ruper Triumff
- 1 Triumff: Her Majesty’s Hero (2009)
- 2 Triumff: The Double Falsehood (8888)

Dragon Frontier
- 1 Dragon Frontier (2013)
- 2 Burning Moon (2014)

Kingdom
- 1 Fiefdom (2014, mit Nik Vincent)

Marvel Avengers
- Everybody Wants to Rule the World (2015)
  - Deutsch: Jeder will die Welt beherrschen. Übersetzt von Timothy Stahl. Panini Avengers #3772, 2019, ISBN 978-3-8332-3772-0.

Guardians of the Galaxy
- Steal the Galaxy! (2014, Rocket and Groot)

Lara Croft Tomb Raider (mit Nik Vincent)
- 1 The Ten Thousand Immortals (2014)
- 2 Lara Croft and the Blade of Gwynnever (2015)

Aliens
- Reaper (2017, Kurzgeschichte in: Jonathan Maberry (Hrsg.): Aliens: Bug Hunt)

Planet of the Apes
- Unfired (2017, Kurzgeschichte in: Rich Handley und Jim Beard (Hrsg.): Planet of the Apes: Tales from the Forbidden Zone)

### Einzelromane
- Embedded (2011)
  - Deutsch: Planet 86. Übersetzt von Alfons Winkelmann. Heyne TB #52813, 2011, ISBN 978-3-453-52913-7.
- Forgotten (2016, Kurzroman)
- Killbox (2017, Kurzroman)

### Sammlung
- The Silent Stars Go By & Touched By an Angel (2015, Sammelausgabe, mit Jonathan Morris)

### Kurzgeschichten
- Under Pressure—Part One (1991, in: Doctor Who Yearbook (1992))
- Under Pressure—Part Two (1991, in: John Freeman (Hrsg.): Doctor Who Yearbook (1992))
- Point of Contact (2008, in: George Mann (Hrsg.): The Solaris Book of New Science Fiction: Volume Two)
- The Apprentice’s Sorcerer (in: Hub Magazine, #100 October 18, 2009)
- The Wake (2011, in: Ian Whates (Hrsg.): Further Conflicts)
- Death Reported of Last Surviving Veteran of Great War (2012, in: John Joseph Adams (Hrsg.): Armored)
- Party Tricks (2012, in: Jonathan Oliver (Hrsg.): Magic: An Anthology of the Esoteric and Arcane)
- The Beams of the Sun (2016, in: Jonathan Maberry (Hrsg.): Out of Tune: Book 2)
- The Frost Giant’s Data (2017, in: John Joseph Adams (Hrsg.): Cosmic Powers)

### Comics und Graphic Novels
- Brawl (in: Inferno! #10, January 1999, mit Karl Kopinski und David Pugh)
- The Emperor Protects (in: Inferno! #30, May-June 2002, mit Paul Jeacock)
- The Warhammer (2011, in: Thunder and Steel)